# Марк Клавдий Марцелл (консул 196 года до н. э.)
Марк Кла́вдий Марце́лл (лат. Marcus Claudius Marcellus; около 236—177 год до н. э.) — римский военачальник и политический деятель из плебейской ветви рода Клавдиев, консул 196 года до н. э. Был сыном пятикратного консула, прозванного «мечом Италии». Участвовал во Второй Пунической войне и, в частности, в том бою, в котором погиб его отец. После войны Марцелл был претором и наместником провинции Сицилия в 198 году до н. э. Во время своего консульства безуспешно добивался назначения в Македонию, чтобы присвоить славу победы в почти закончившейся тогда войне с Филиппом V. Воевал в Цизальпийской Галлии, где одержал победу над племенем инсубров и взял город Ком.
Согласно одной из гипотез, Марк Клавдий участвовал в посольстве в Карфаген, целью которого было добиться выдачи Ганнибала. Вершиной карьеры Марцелла стала совместная с Титом Квинкцием Фламинином цензура 189 года до н. э., в борьбе за которую его конкурентами были Маний Ацилий Глабрион и Марк Порций Катон. Марцелл умер в 177 году до н. э.

## Биография

### Происхождение
Марцелл принадлежал к плебейской ветви Клавдиев, которая, по предположениям историков, изначально находилась в тесной связи с Клавдиями-патрициями: первые Марцеллы, достигшие курульных магистратур, ещё могли быть клиентами Клавдиев Крассов. Когномен Марцелл является уменьшительной формой преномена Марк, хотя Плутарх возводил этимологию к имени римского бога войны. Первым носителем этого когномена, упоминающимся в источниках, был консул 331 года до н. э.
Марк Клавдий был сыном пятикратного консула того же имени, одного из героев Второй Пунической войны.

### Ранние годы
Первое упоминание Марка Клавдия в источниках относится к году эдилитета его отца — точная датировка в известных источниках отсутствует, но Т. Броутон предполагает, что это 226 год до н. э. Гай Скантиний Капитолин, занимавший должность плебейского эдила или трибуна, попытался растлить Марка-младшего, а отец последнего инициировал в ответ судебный процесс. Капитолин всё отрицал, но сенат, если верить Плутарху, поверил мальчику, расплакавшемуся во время допроса, и оштрафовал Гая Скантиния. Марцелл-старший на полученные деньги заказал серебряные сосуды для возлияний и посвятил их богам.
В следующий раз Марк Клавдий упоминается в источниках в связи с событиями 208 года до н. э., когда в Италии шла Вторая Пуническая война. Марцелл был военным трибуном в войске отца, действовавшего против Ганнибала в Апулии. Две армии какое-то время стояли рядом — их разделяла только цепь лесистых холмов. Марк Клавдий-старший решил лично провести там разведку; он взял с собой отряд в 250 человек, второго консула (Тита Квинкция Криспина), сына, ещё одного военного трибуна и двух префектов союзников. Случайно в этот самый день конница Ганнибала организовала в этих холмах засаду: внезапно напав, нумидийцы убили сорок всадников противника, включая одного военного трибуна, одного префекта союзников и Марцелла-старшего. Криспин и Марцелл-младший смогли спастись бегством, причём первый из них через несколько дней тоже умер от ран, а Марк Клавдий был ранен, но выжил.
Ганнибал, согласно Плутарху, приказал кремировать тело Марцелла-старшего, а пепел отправить его сыну. Последний произнёс над прахом отца погребальную речь, текст которой сохранился, по крайней мере, до времён братьев Гракхов: во всяком случае, её использовал как источник анналист Целий Антипатр.
В 205 году до н. э. Марк Клавдий организовал освящение храма Чести и Доблести, основанного его отцом во исполнение обета, данного ещё во время первого консульства (в 222 году до н. э.).

### Начало политической карьеры
Первой магистратурой Марцелла стал в 204 году до н. э. народный трибунат. В это время Публий Корнелий Сципион (в будущем Африканский) готовился к высадке армии в Африке, чтобы нанести решительный удар по Карфагену. Один отряд Сципиона учинил бесчинства в городе Локры; враги полководца в сенате добились создания специальной комиссии, которая должна была отправиться в Сицилию и провести всестороннее расследование. Марк Клавдий был включён в эту комиссию вместе со своим коллегой Марком Цинцием Алиментом. Его задачей было в случае необходимости арестовать Публия Корнелия, а если тот уже отплыл в Африку — приказать вернуться. Но сенаторы остались очень довольны уровнем подготовки экспедиции, так что решение было благоприятным для Сципиона.
В 200 году до н. э. Марцелл был курульным эдилом; с коллегой Секстом Элием Петом он организовал продажу зерна народу по низкой цене — 2 асса за модий, провёл «весьма пышные» Римские игры и повторил их, а на доходы от штрафов поставил в храме Сатурна пять бронзовых статуй. В 198 году до н. э. Марк Клавдий стал претором и получил в управление Сицилию.
В 196 году до н. э. Марцелл занял должность консула. Его коллегой стал патриций Луций Фурий Пурпурион. В это время формально ещё шла Вторая Македонская война; проконсул Тит Квинкций Фламинин разгромил царя Филиппа V при Киноскефалах и заключил перемирие, а зимой 197—196 годов в Рим прибыли македонские послы, чтобы заключить окончательный договор. Тем не менее оба консула претендовали на командование в Македонии и требовали включить её в число провинций, которые предстояло распределить между магистратами по жребию.

Особенно жаждал получить провинцию Марцелл. Твердя, что царь согласился на мир лишь для отвода глаз и немедленно возобновит войну, стоит только убрать оттуда войска, он заронил в сенаторов сомнение.
— Тит Ливий. История Рима от основания города, XXXIII, 25, 5.
Народные трибуны Квинт Марций Ралла и Гай Атиний Лабеон добились общенародного голосования, в ходе которого все тридцать пять триб высказались за заключение мирного договора. В результате провинцией для обоих консулов стала Италия.
Марцелл с армией вторгся из Северной Италии в земли галльского племени бойев. Его войско подверглось неожиданному нападению противника и понесло серьёзные потери, но после этого бойи разошлись по домам. Марк Клавдий же разбил инсубров, взял город Ком и ещё двадцать восемь крепостей. После этого он объединил свои силы с армией Луция Фурия Пурпуриона и разбил бойев. Согласно Ливию, «из врагов едва ли уцелел хоть один, кто принёс бы своим известие о поражении»; Орозий пишет, что Марцелл и Пурпурион, «предав тогда всё племя бойев огню и мечу, истребили его чуть ли не до последнего человека». В историографии считается, что античные авторы преувеличивают: война с бойями продолжалась ещё долгие годы, а триумф над этим народом в 196 году до н. э. не праздновался. Марцелл по возвращении в Рим был удостоен этой почести только за победу над инсубрами.
В год своего консулата Марк Клавдий был принят в коллегию понтификов, заменив там умершего Гая Семпрония Тудитана. Его имя называют в связи с посольством в Карфаген: Марцелл, Квинт Теренций Куллеон и Гней Сервилий Цепион должны были уведомить карфагенские власти о том, что Ганнибал заключил союз с Антиохом III, и потребовать его выдачи, но Ганнибал, узнав о прибытии послов, бежал на Восток. Корнелий Непот относит эти события к 196 году до н. э.; этот вариант предполагает, что в составе посольства был какой-то другой Марк Клавдий Марцелл. Ливий пишет о 195 годе, и в этом случае идентификация посла как консула 196 года возможна.
Ещё один раз Марцелл воевал с бойями на северных границах Италии: в 193 году до н. э. он был легатом в армии консула Луция Корнелия Мерулы и командовал отборным отрядом. Эта кампания закончилась победой. Тем не менее в частных письмах многим сенаторам Марк Клавдий выступил с критикой действий своего командира. Последний, по мнению Марцелла, слишком долго тянул в решающем сражении со вводом в бой резервов и недостаточно активно использовал конницу. После отъезда Мерулы в Рим Марк Клавдий возглавлял его армию в качестве заместителя.

### Цензура
В 189 году до н. э. Марцелл выдвинул свою кандидатуру на должность цензора. Источники сообщают об упорной борьбе, в которой участвовали, кроме Марка Клавдия, Тит Квинкций Фламинин, Луций Валерий Флакк, Марк Порций Катон, Маний Ацилий Глабрион и Публий Корнелий Сципион Назика. По словам Ливия, «само по себе соискательство этой должности как будто и не подавало повода к столь упорному состязанию, но возбудило иную, гораздо более напряженную распрю». В историографии существует предположение, что эти выборы оказались тесно связаны с борьбой между политическими группировками Сципиона Африканского и Катона.
По мнению антиковеда В. Квашнина, Сципион Назика мог идти на выборы в паре с Глабрионом, а Катон — с Луцием Валерием Флакком. В этом случае третьей парой соискателей были Фламинин и Марцелл. Глабриона, имевшего наибольшие шансы на победу, народные трибуны Публий Семпроний Гракх и Гай Семпроний Рутул обвинили в утаивании части добычи, захваченной в ходе Антиоховой войны. Катон стал главным свидетелем обвинения и заставил конкурента снять свою кандидатуру, но при этом сам оказался скомпрометирован (Глабион был его командиром во время кампании 191 года до н. э.). В результате Марцелл оказался фаворитом среди кандидатов-плебеев; он стал цензором вместе с Фламинином.
Существует гипотеза, что за обвинениями в адрес Мания Ацилия в действительности стояли Марк Клавдий и Тит Квинкций. Именно они могли, согласно немецкому историку Дитмару Кинасту, иметься в виду под теми нобилями, которые, по словам Ливия, «болезненно отнеслись к тому, что новый человек настолько опередил их», а потому инспирировали судебный процесс. В их интересах могли действовать народные трибуны и даже Катон, которому Клавдии Марцеллы покровительствовали с первых лет Второй Пунической войны. Марк Порций мог сознательно подставить себя под удар в процессе Глабриона; по мнению Квашнина, Катона могли к этому принудить.
В качестве цензоров Марцелл и Фламинин исключили из списка сенаторов всего четырёх человек и поставили во главе списка Сципиона Африканского; они «достаточно снисходительно» провели смотр всаднического сословия, сдали на откуп укрепление Капитолийского холма и мощение городской дороги.
В 186 году до н. э. Марцелл был одним из свидетелей записи постановления сената о вакханалиях. В 177 году до н. э. он умер.

## Потомки
У Марка Клавдия был сын того же имени, трижды становившийся консулом (в 166, 155 и 152 годах до н. э.) и унаследовавший от отца место в коллегии понтификов.